# Симончук, Владимир Петрович
Владимир Петрович Симончук (укр. Володимир Петрович Симончук; 22 января 1982, Сарны, Ровненская область, Украинская ССР, СССР) — украинский футболист, полузащитник.

## Биография
Родился в Сарнах, Ровенская область. Начинал заниматься футболом в клубе «Маяк» из родного города.
В «Таврии» дебютировал тогда, когда «Динамо-ИгроСервис» было фарм-клубом «Таврии». В конце сезона Анатолий Заяев пригласил его и Виталия Чеха, Алексея Грищенко и Константина Короля сыграть в выездном (уже формально ничего не решавшем) матче «Таврии» против «Волыни». На 47-й минуте Грищенко открыл счет, но сербу Мичовичу удалось выровнять положение. Игра завершилась вничью.
Инициатором переезда в «ИгроСервис» был тогдашний наставник Михаил Сачко. Вместе с ним перешли в команду Виталий Чех, Виталий Ларин. Всего за «ИгроСервис» Владимир провел 219 игр, являясь абсолютным рекордсменом клуба по сыгранным матчам.
В январе 2009 года перешёл в «Крымтеплицу», подписал двухгодичный контракт.